# Mannen som alla ville mörda
Mannen som alla ville mörda är en svensk svartvit film från 1940 i regi av Arne Bornebusch. I rollerna ses bland andra Rune Carlsten, Ullastina Rettig och Helfrid Lambert.

## Om filmen
Inspelningen ägde rum mellan den 30 november 1939 och januari 1940 i Norsk Films ateljé i Oslo. Förlaga var pjäsen Mannen som alle ville myrde av Axel Kielland, vilken hade uruppförts den 1 januari 1938 på Det Nye Teater i Oslo. Kielland skrev även filmens manus och filmen spelades in med Ulf Greber och Per Jonson. Som filmmusik användes flera stycken av Jules Sylvain. Filmen premiärvisades 1 mars 1940 på biografen Skandia i Stockholm. Den var 97 minuter lång.
Filmen mottogs negativt och blev även ett ekonomiskt fiasko. De uteblivna framgångarna gjorde att filmen i praktiken kom att innebära slutet för Bornebuschs karriär som spelfilmsregissör.

## Handling
Den förmögne affärsmannen Vilhelm Gerner sätter med ett förfalskat telegram igång en aktiespekulation som ruinerar hans vänner Smith och Grå så att den förre begår självmord. Gerners brutalitet går även ut över hans unga hustru Elsa.
En dag hittas Gerner mördad i sin villa och en jakt på mördaren tar sin början. Utredningen fastslår att det hela inte rör sig om ett mord utan ett vådaskott, vilket dock inte ska visa sig stämma. Den verklige mördaren är Elsas far, konsthandlare Berger.

## Rollista
- Rune Carlsten – direktör Vilhelm Gerner
- Ullastina Rettig – Elsa Gerner, Vilhelms hustru
- Helfrid Lambert – fru Wahlbeck, Elsas mor
- Mimi Pollak – fröken Erna Lossow, Gerners sekreterare
- Georg Løkkeberg – Gunnar Hammer, ingenjör
- Olle Florin – Jessing, läkare
- Knut Lambert – Smith, bankdirektör
- Georg Fernquist – Ragnar Grå, disponent
- Hugo Tranberg – kriminalkommissarien
- Ludde Juberg – landsfiskal Mörk
- George Thunstedt – Ask, kriminalreporter, kallad Masen
- Henrik Schildt – Hagen, kriminalkonstapel, fingeravtrycksexpert

Ej krediterade
- Tryggve Larssen – Berger, konsthandlare
- Holger Sjöberg – redaktionssekreteraren

### Fotnoter
1. 1 2 3 4 5  ”Mannen som alla ville mörda”. Svensk Filmdatabas. http://sfi.se/sv/svensk-filmdatabas/Item/?itemid=3909&type=MOVIE&iv=Basic&ref=/templates/SwedishFilmSearchResult.aspx?id%3d1225%26epslanguage%3dsv%26searchword%3dmannen+som+alla+ville+m%C3%B6rda%26type%3dMovieTitle%26match%3dBegin%26page%3d1%26prom%3dFalse. Läst 16 april 2013.